# Race Today
Race Today est un magazine politique britannique mensuel (plus tard bimestriel) lancé en 1969 par l'Institute of Race Relations. Il fut à partir de 1973 publié par le Race Today Collective, qui comprenait des personnalités telles que Darcus Howe, Farrukh Dhondy, Linton Kwesi Johnson, Leila Hassan et Jean Ambrose.
Le magazine était un organe de premier plan de la politique noire dans la Grande-Bretagne des années 1970. Il atteint son apogée en 1988.

## Histoire
Race Today a été créé en 1969 par l'Institute of Race Relations,. À partir de 1973, l'organisation Race Today Collective, basé à Brixton, prend la direction du magazine mensuel,. Cet organisme visait une approche politique érudite, basée sur une combinaison de marxisme libertaire et d'antiracisme radical,.
Le premier rédacteur en chef du magazine sous la nouvelle direction est le journaliste et diffuseur Darcus Howe . Howe a été très influencé par le marxiste trinidadien C. L. R. James et, sous son mandat, Race Today devient l'une des principales voix du journalisme politique noir en Grande-Bretagne. Il vécut plus tard ses dernières années dans le bâtiment qui abritait le bureau de Race Today, au 165 Railton Road à Brixton, où une plaque commémorative a été installée par English Heritage en 2004 ,. Une compilation des arguments de Howe dans Race Today apparaît en 1978 dans une brochure intitulée The Road Make to Walk on Carnival Day.
Un autre membre notable du collectif Race Today était Linton Kwesi Johnson, qui a rejoint le groupe en 1974. Il publie la même année son premier livre de poèmes sous la marque Race Today, et a ensuite été rédacteur artistique du magazine. En 1978, le livre ainsi que son éditeur, Race Today occupent une place importante dans la chanson Man Free (For Darcus Howe) sur le premier album Dread Beat an' Blood  de Linton Kwesi Johnson avec son groupe Poet and the Roots .
Au milieu des années 1970, le Race Today Collective s'est allié au Black Panther Movement fondé par John La Rose, président de l'Institute of Race Relations en 1972 et 1973. En 1978, la fréquence de publication du magazine passe de mensuel à bimestriel.
En 1985, Leila Hassan devient rédactrice en chef de la revue. Le magazine et le Race Today Collective sont ensuite abandonnés en 1988. Décrit comme  « l'organe le plus articulé de la politique noire britannique dans les années 1970 », Race Today maintient des liens étroits avec le carnaval de Notting Hill.
Race Today était l'un des organisateurs de la Foire internationale du livre des livres radicaux noirs et du tiers monde, en collabation avec New Beacon Books et Bogle-L'Ouverture Publications .
En septembre 2019, Pluto Press publie le livre Here to Stay, Here to Fight: A Race Today Anthology, édité par Paul Field, Robin Bunce, Leila Hassan et Margaret Peacock. En 2020, le film Race Today, documentant Race Today collective et son influence, est réalisé par Wayne G.Saunders, avec Jean Ambrose comme scénariste et Linton Kwesi Johnson au casting.